# Johann Heinrich Daniel Holekamp
Johann Heinrich Daniel Holekamp (* im 18. Jahrhundert; † nach 1826) war ein deutscher Zimmerer, Königlich Großbritannischer und Kurfürstlich Hannoverscher Hofzimmermeister. Der auch als entwerfender Architekt unter der Signatur J. H. D. Holekamp senior bekanntgewordene Künstler war Mitglied der über Generationen insbesondere in Hannover tätigen Familie Holekamp.

## Leben
Johann Heinrich Daniel Holekamp war der erste Bürger der Stadt Hannover, der auf der seinerzeit neu angelegten und als Prachtstraße vorgesehenen hannoverschen Georgstraße als Bauherr ein großes Wohnhaus errichten ließ. Hierfür hatte er schon zuvor im Jahr 1792 eine farbig aquarellierte und von ihm selbst signierte Federzeichnung als Entwurf des geplanten Wohnhauses vorgelegt. Über die von Holekamp entworfenen Pläne – ein 60 Fuß breites Fachwerkhaus mit massiver Fassade und stark hervortretenden Eckquadern, Zwerchgiebel, Mansarddach und hohem Walmdach – wurde erst im Herbst 1794 ein Gutachten erstellt.
Im Februar 1795 stellte Holekamp eine Antrag auf Zuweisung einer Parzelle sowie Auszahlung der von der Regierung dafür angebotenen Subventionen für das Grundstücke Georgstraße an der Ecke der – damaligen – Reitwallstraße. Auf einem großen hannoverschen Stadtplan-Ausschnitt von Mai 1807 ist der Zimmermeister Holekamp sen. mit der Parzelle XXV und einem entsprechend dem Gutachten abgeänderten Bau zu erkennen. Das Gebäude findet sich auf dem von Johann Georg Täntzel 1807 gezeichneten „Grundriss von der Georg Straße“ war das erste Wohngebäude überhaupt an der neu angelegten Georgstraße und wurde später durch die Georgspassage ersetzt.
Nach dem Ende der sogenannten „Franzosenzeit“ lieferte Holekamp senior einen August 1816 in Tusche aquarellierten Entwurf für ein Waterloomonument in Form eines – nicht ausgeführten – Obelisken.
Holekamp zählte mit seiner Familie zu denjenigen, die in der Altstadt Hannovers und der Calenberger Neustadt über Generationen hinweg Führungsrollen in der Hannoverschen Zimmererinnung stellten mit Amtsvorstehern, Altmeistern und Neumeistern, ähnlich wie die Familien Weißhaar, Hellmer und – zumindest Anfang des 18. Jahrhunderts – auch die Familie Leiseberg. Ihre Unterschriften finden sich auf zahlreichen von Amts wegen ausgestellten Kundschaften als Arbeitsnachweise für reisende Zimmerhandwerks-Gesellen.

## Archivalien (Auswahl)
Archivalien von und über Johann Heinrich Daniel Holekamp finden sich beispielsweise
- als farbig aquarellierte Federzeichnung von 1792 mit der Signatur J. H. D. Holkamp, 22,3 × 30 cm,  Niedersächsischen Landesarchiv (Standort Hannover), Archivsignatur Hann. 93, 44 Hann, Nr. 30, vol. IV Bl. 239[3]